# Januki
Januki (biał. Янукі, ros. Януки) – wieś w rejonie dokszyckim obwodu witebskiego Białorusi. Wieś wchodzi w skład sielsowietu Wołkołata.

## Historia
W czasach zaborów wieś rządowa w gminie Wołkołata, w powiecie wilejskim, w guberni wileńskiej Imperium Rosyjskiego.
W dwudziestoleciu międzywojennym wieś leżała w Polsce, w województwie wileńskim, w powiecie duniłowickim, od 1926 w powiecie postawskim, w gminie Wołkołata.
Według Powszechnego Spisu Ludności z 1921 roku zamieszkiwało tu 136 osób, wszystkie były wyznania rzymskokatolickiego. Jednocześnie 135 mieszkańców zadeklarowało polską przynależność narodową, 1 litewską. Było tu 26 budynków mieszkalnych. W 1931 w 29 domach zamieszkiwało 131 osób.
Wierni należeli do parafii rzymskokatolickiej w Wołkołacie. Miejscowość podlegała pod Sąd Grodzki w Duniłowiczach i Okręgowy w Wilnie; właściwy urząd pocztowy mieścił się w Wołkołacie.
W 1938 roku miejscowość należała do gromady Owsianiki gminy Wołkołata.
Po agresji ZSRR na Polskę w 1939 roku wieś znalazła się w granicach BSRR. W latach 1941–1944 była pod okupacją niemiecką. Od 1945 leżała w BSRR. Od 1991 roku w Republice Białorusi.
Z Januków pochodził dziad Wiktora Janukowicza, który wyjechał stamtąd na Ukrainę przed 1914 rokiem. Wiktor Janukowicz odwiedził miejscowość w 2003 i w 2006 roku.
Osoby o nazwisku Janukowicz żyły we wsi jeszcze w 2010 roku.